# Ноград (медье)
Но́град (венг. Nógrád, лат. comitatus Neogradiensis, словац. Novohrad, нем. Neuburg или Neograd) — вармедье на севере Венгрии. Административный центр — Шальготарьян.
Медье Ноград находится на границе с Банскобистрицким краем (Словакия), а также граничит с медье Хевеш, Боршод-Абауй-Земплен и Пешт.

## География
На большем протяжении северной границы медье Ноград течёт река Ипель. Большая часть медье покрыта горами (горные массивы Матра, Бёржёнь, Черхат).

## История
Комитат Ноград был назван в честь его центра, замка Ноград. Впервые он упоминается в 1303 году, хотя считается, что он был построен Святым Иштваном. Комитат Ноград располагался на землях мадьярского племени Дьярмат и одной из первых столиц комитата Ноград был город Балашшадьярмат. С XVIII века столицей стал город Лученец.
В 1918 году часть Нограда севернее реки Ипель (вместе со столицей) перешла к Чехословакии (сегодня — Банскобистрицкий край Словакии).

## Города
- Шальготарьян

## Административно-территориальное деление

### Состав
В медье входит 1 город с правами медье, 5 городов и 125 деревень.
Города с правами медье (сортировка по населению в соответствии с перееписью 2011 года)
- Шальготарьян (37 262) — административный центр

Города
- Балашшадьярмат (16 397)
- Батоньтеренье (12 841)
- Пасто (9689)
- Сечень (5962)
- Ретшаг (2822)

Деревни
- Альшопетень[англ.]
- Альшотольд[англ.]
- Банк[англ.]
- Барна[англ.]
- Бер[англ.]
- Беркенье[англ.]
- Берцель[англ.]
- Бечке[англ.]
- Бокор[англ.]
- Боршошберень[англ.]
- Буйяк[англ.]
- Ваньярц[англ.]
- Варшань[англ.]
- Вижлаш[англ.]
- Галгагута[англ.]
- Гараб[англ.]
- Деберчень[англ.]
- Дейтар[англ.]
- Диошъенё[англ.]
- Дорогаза[англ.]
- Дрегейпаланк[англ.]
- Забар[англ.]
- Илинь[англ.]
- Ипольвеце[англ.]
- Ипольсёг[англ.]
- Ипойтарноц[англ.]
- Йоббадьи[англ.]
- Казар[англ.]
- Каранчалья[англ.]
- Каранчберень[англ.]
- Каранчкези[англ.]
- Каранчлапуйтё[англ.]
- Каранчшаг[англ.]
- Кесег[англ.]
- Кетбодонь[англ.]
- Кисбадьён[англ.]
- Кисбаркан[англ.]
- Кишечет
- Кишхартьян[англ.]
- Козард[англ.]
- Кутасо[англ.]
- Легенд[англ.]
- Литке[англ.]
- Луданьхаласи[англ.]
- Луцфальва[англ.]
- Мадьяргец[англ.]
- Мадьярнандор[англ.]
- Маркхаза[англ.]
- Матраверебель[англ.]
- Матраминдсент[англ.]
- Матрановак[англ.]
- Матраселе[англ.]
- Матрасёлёш[англ.]
- Матратеренье[англ.]
- Михайгерге[англ.]
- Мохора[англ.]
- Надоёрости[англ.]
- Надьбаркань[англ.]
- Надькерестур[англ.]
- Надьлоц[англ.]
- Немти[англ.]
- Нежа[англ.]
- Ноград[англ.]
- Ноградкёвешд[англ.]
- Ноградмарцаль[англ.]
- Ноградмедьер[англ.]
- Ноградсакаль[англ.]
- Ноградшап[англ.]
- Ноградшипек[англ.]
- Нётинч[англ.]
- Палоташ[англ.]
- Патак[англ.]
- Патварц[англ.]
- Пилинь[англ.]
- Пустаберки[англ.]
- Ракоцибанья[англ.]
- Римоц[англ.]
- Ромхань[англ.]
- Салматерч[англ.]
- Санда[англ.]
- Сарвашгеде[англ.]
- Саток
- Сендехель[англ.]
- Сенте[англ.]
- Сеченке[англ.]
- Сеченьфельфалу[англ.]
- Силаспогонь[англ.]
- Сирак[англ.]
- Сурдокпюшпёки[англ.]
- Суха[англ.]
- Сюдь[англ.]
- Тар[англ.]
- Терень[англ.]
- Тереске[англ.]
- Толмач[англ.]
- Фельшёпетень[англ.]
- Фельшётольд[англ.]
- Херенчень[англ.]
- Хехалом[англ.]
- Холлокё
- Хонт (деревня)[англ.]
- Хорпач[англ.]
- Худьяг[англ.]
- Церед[англ.]
- Черхаталап[англ.]
- Черхатсентиван[англ.]
- Черхатшурань[англ.]
- Честве[англ.]
- Чече[англ.]
- Читар[англ.]
- Шагуйфалу[англ.]
- Шамшонхаза[англ.]
- Шомошкёуйфалу[англ.]
- Шосхартьян[англ.]
- Эдьхазашгерге[англ.]
- Эдьхазашденгелег[англ.]
- Эндрефальва[англ.]
- Эрдёкюрт[англ.]
- Эрдётарча[англ.]
- Эрхалом[англ.]
- Эршеквадкерт[англ.]
- Этес[англ.]
- Эчег[англ.]
- Эшагард[англ.]

### Деление на яраши
С 15 июля 2013 года в Венгрии вступило в силу разделение медье на яраши вместо устаревших районов (киштершегов).
| № | Яраш                                         | Административный центр | Общин | Общин   | Население | Площадь | Плотность | Карта |
| № | Яраш                                         | Административный центр | Всего | Городов | Население | Площадь | Плотность | Карта |
| - | -------------------------------------------- | ---------------------- | ----- | ------- | --------- | ------- | --------- | ----- |
| 1 | Балашшадьярмат (венг. Balassagyarmati járás) | Балашшадьярмат         | 29    | 1       | 39623     | 532,94  | 74        |       |
| 2 | Батоньтеренье (венг. Bátonyterenyei járás)   | Батоньтеренье          | 8     | 1       | 21323     | 215,45  | 99        |       |
| 3 | Пасто (венг. Pásztói járás)                  | Пасто                  | 26    | 1       | 31292     | 551,57  | 57        |       |
| 4 | Ретшаг (венг. Rétsági járás)                 | Ретшаг                 | 25    | 1       | 24003     | 435,03  | 55        |       |
| 5 | Шальготарьян (венг. Salgótarjáni járás)      | Шальготарьян           | 29    | 1       | 63473     | 525,23  | 121       |       |
| 6 | Сечень (венг. Szécsényi járás)               | Сечень                 | 14    | 1       | 19219     | 285,25  | 67        |       |

### Деление на районы
Деление медье на районы (киштершеги) устарело с 15 июля 2013 года. Данные этой таблицы представляют лишь исторический интерес.
В состав медье входили шесть районов.
| Район                   | Оригинальное название     | Адм. центр    | Площадь (км²) | Жителей | Муниципалитетов |
| ----------------------- | ------------------------- | ------------- | ------------- | ------- | --------------- |
| Балашадьярматский район | Balassagyarmati kistérség | Балашадьярмат | 532,95        | 42 034  | 29              |
| Батоньтереньеский район | Bátonyterenyei kistérség  | Батоньтеренье | 273,64        | 25 660  | 14              |
| Пастоский район         | Pásztói kistérség         | Пасто         | 551,58        | 33 362  | 26              |
| Ретшагский район        | Rétsági kistérség         | Ретшаг        | 435,04        | 25 784  | 25              |
| Сеченьский район        | Szécsényi kistérség       | Сечень        | 277,69        | 19 702  | 13              |
| Шальготарьянский район  | Salgótarjáni kistérség    | Шальготарьян  | 474,61        | 66 488  | 24              |